# Professional'nyj Futbol'nyj Klub Kuban'
Il Professional'nyj Futbol'nyj Klub Kuban' (in russo Профессиональный Футбольный клуб Кубань?), noto semplicemente come Kuban' oppure come Kuban' Krasnodar, è una società calcistica russa di Krasnodar. Milita nella Pervaja Liga, la seconda divisione del campionato russo di calcio.
Fondato nel 2018, il club non ha legami ufficiali con il Futbol'nyj Klub Kuban', club costituito nel 1928 e sciolto nel 2018.

## Storia
Il club nacque dalla società a responsabilità limitata FK Urožay, registrata il 4 giugno 2018. Il 22 giugno 2018 l'FK Urožay ottenne la licenza per competere nella terza serie nazionale. Nel luglio 2020 il sodalizio fu ridenominato PFK Kuban'; il 24 luglio 2020 la Federazione calcistica della Russia approvò il cambio di denominazione a condizione che il club non fosse il successore legale del Futbol'nyj Klub Kuban' e non raccogliesse la sua eredità storica.
Nella stagione 2020-2021 la squadra vinse il girone 2 della terza serie nazionale, salendo in seconda serie.

## Strutture

### Stadio
Lo stadio Kuban', che ne ospita le partite interne, ha una capacità di 35 200 spettatori.

## Palmarès

### Competizioni nazionali
- Pervenstvo Professional'noj Futbol'noj Ligi: 1

gruppo 2: 2020-2021

## Organico

### Rosa 2021-2022
Aggiornata al 7 settembre 2021.
| N. |                    | Ruolo | Calciatore         |
| -- | ------------------ | ----- | ------------------ |
| 1  | Russia (bandiera)  | P     | Yuri Nesterenko    |
| 2  | Russia (bandiera)  | D     | Aleksei Rybin      |
| 4  | Russia (bandiera)  | D     | Nikita Karmayev    |
| 5  | Russia (bandiera)  | D     | Ismail Ediyev      |
| 7  | Russia (bandiera)  | C     | Azamat Gurfov      |
| 8  | Russia (bandiera)  | A     | Kirill Klimov      |
| 9  | Russia (bandiera)  | A     | Andrei Kozlov      |
| 10 | Russia (bandiera)  | C     | Nuri Abdokov       |
| 11 | Armenia (bandiera) | A     | Artur Sarkisov     |
| 13 | Russia (bandiera)  | C     | Roland Gigolayev   |
| 15 | Russia (bandiera)  | A     | Andrei Chasovskikh |
| 17 | Russia (bandiera)  | C     | Nika Gigolayev     |
| 18 | Russia (bandiera)  | C     | Oleg Shalayev      |
| 19 | Russia (bandiera)  | A     | Aleksei Shulgin    |

| N. |                        | Ruolo | Calciatore          |
| -- | ---------------------- | ----- | ------------------- |
| 25 | Russia (bandiera)      | P     | Daniil Barinov      |
| 27 | Russia (bandiera)      | D     | Aleksei Gritsayenko |
| 30 | Russia (bandiera)      | D     | Soslan Takazov      |
| 31 | Russia (bandiera)      | D     | Yevgeny Gapon       |
| 33 | Russia (bandiera)      | C     | Aslan Dyshekov      |
| 38 | Russia (bandiera)      | C     | Vasili Aleynikov    |
| 43 | Russia (bandiera)      | D     | Arseny Logashov     |
| 54 | Bielorussia (bandiera) | P     | Andrey Klimovich    |
| 55 | Russia (bandiera)      | C     | Maksim Lauk         |
| 77 | Russia (bandiera)      | C     | Vladimir Lobkaryov  |
| 81 | Russia (bandiera)      | D     | Maksim Sidorov      |
| 87 | Russia (bandiera)      | C     | Igor Bezdenezhnykh  |
| 95 | Russia (bandiera)      | C     | Ilya Petrov         |